# Santa Marina (La Rioja)
Santa Marina es una aldea del municipio de Santa Engracia del Jubera en La Rioja situada a 1243 m s. n. m., con lo que es la tercera población a mayor altitud de la comunidad autónoma, tras El Horcajo (1301 m s. n. m.) y San Andrés (1270 m s. n. m.). Las casas, en muy buen estado de conservación, son de piedra, contando algunas con tejados de pizarra y horno de pan.
Debido a su altitud no se ha podido llevar allí red eléctrica, pero casi todas sus casas están provistas de paneles solares. Tienen agua corriente traída de un monte cercano, aunque no fue así hasta los años 90, el teléfono está conectado de forma inalámbrica desde Munilla y reciben señal de televisión sin necesidad de antenas. 
La aldea estuvo muy mal comunicada hasta 1994 cuando se llevó a cabo el asfaltado de la carretera, hasta entonces sólo se podía acceder con caballerías. A pesar de sus malas comunicaciones nunca se ha deshabitado.
En invierno pasan temporadas incomunicados por las nevadas. En la localidad existe una iglesia dedicada a Santa Marina.

## Demografía
En 2010 estaba habitada por 10 personas, 7 varones y 3 mujeres (INE), aunque muchas otras ocupan la aldea en fechas vacacionales. Sus habitantes obtienen su sustento principalmente de la ganadería. En 2021 habitan 5 varones y 1 mujer. 6 personas en total.
| Gráfica de evolución demográfica de Santa Marina (La Rioja) entre 2000 y 2010                    |
|                                                                                                  |
| Población de derecho (2000-2010) según los censos de población del INE a 1 de enero de cada año. |

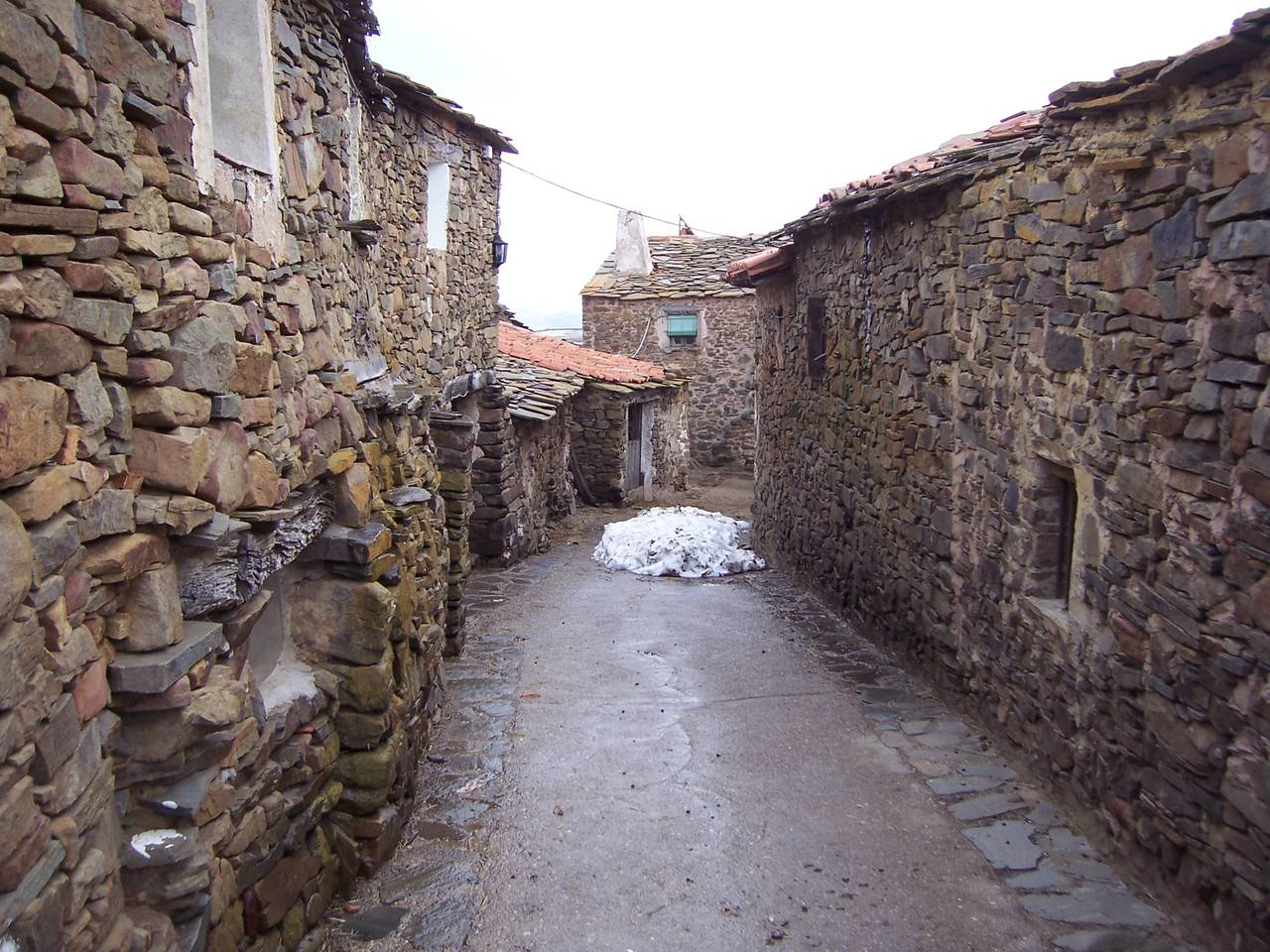
Calle de la localidad.
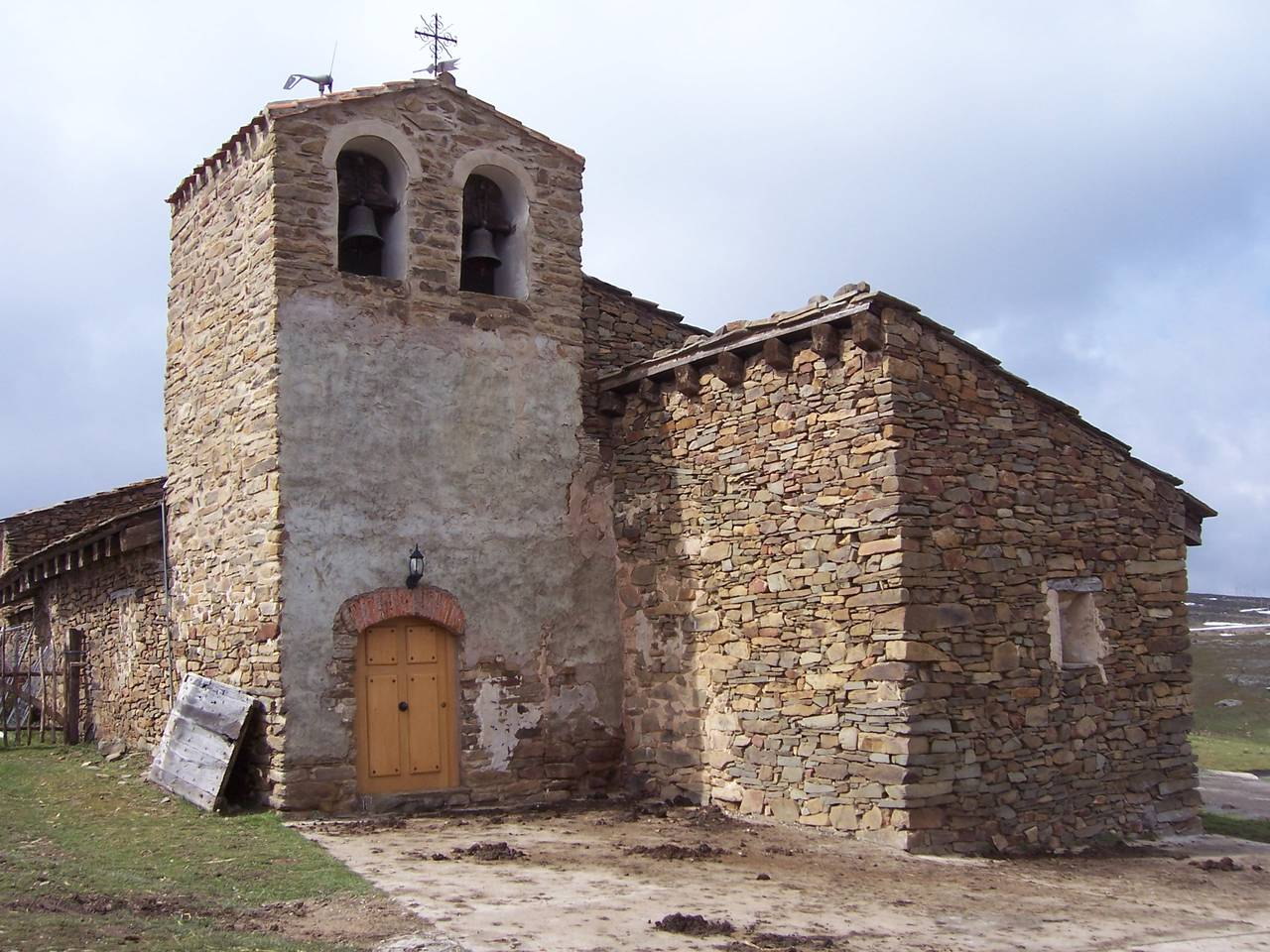
Iglesia de Santa Marina.
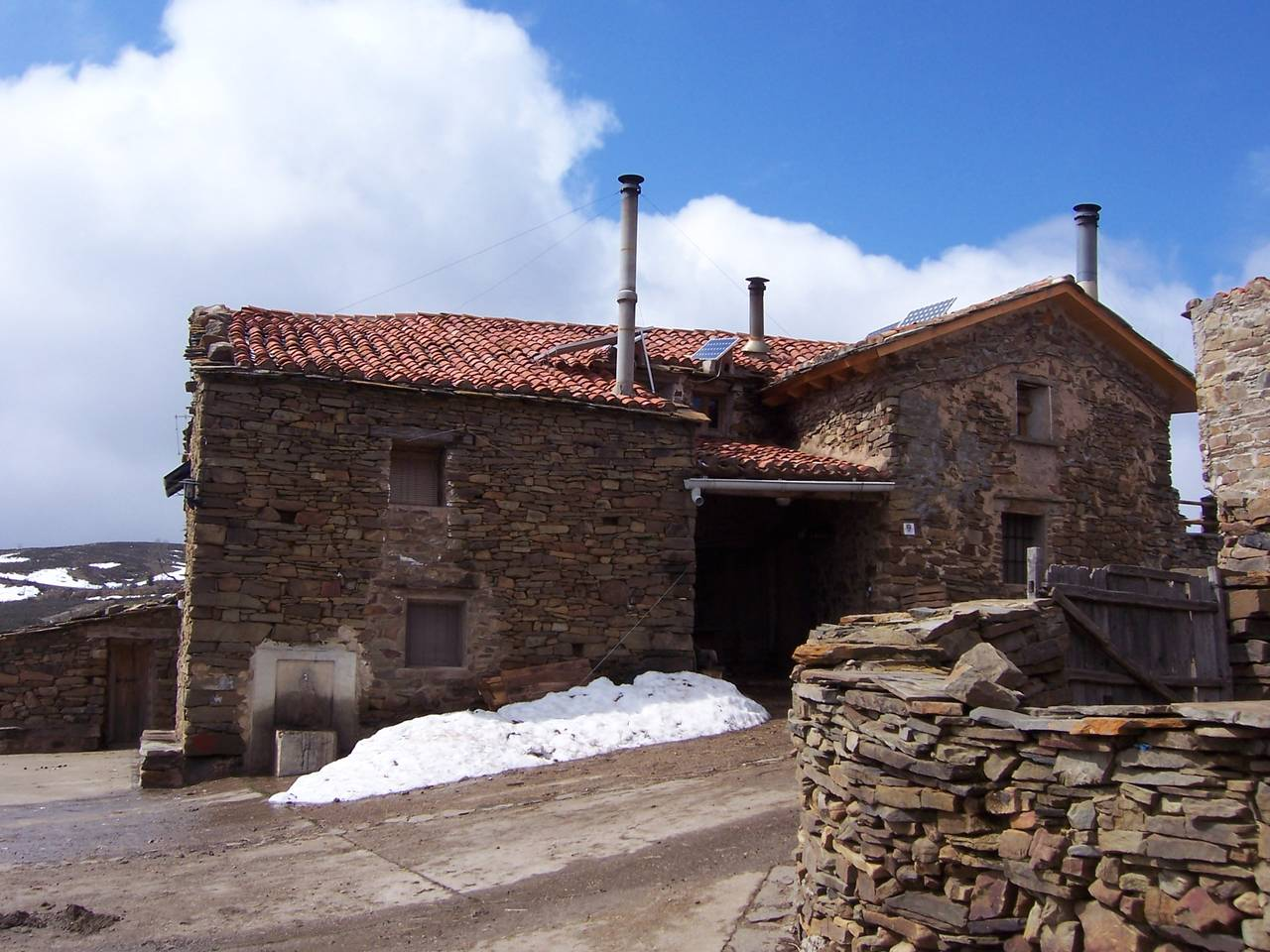
Vivienda con fuente pública.